# Neptunea beringiana
Neptunea beringiana är en snäckart som först beskrevs av Middendorff 1848.  Neptunea beringiana ingår i släktet Neptunea och familjen valthornssnäckor. Inga underarter finns listade i Catalogue of Life.

## Bildgalleri

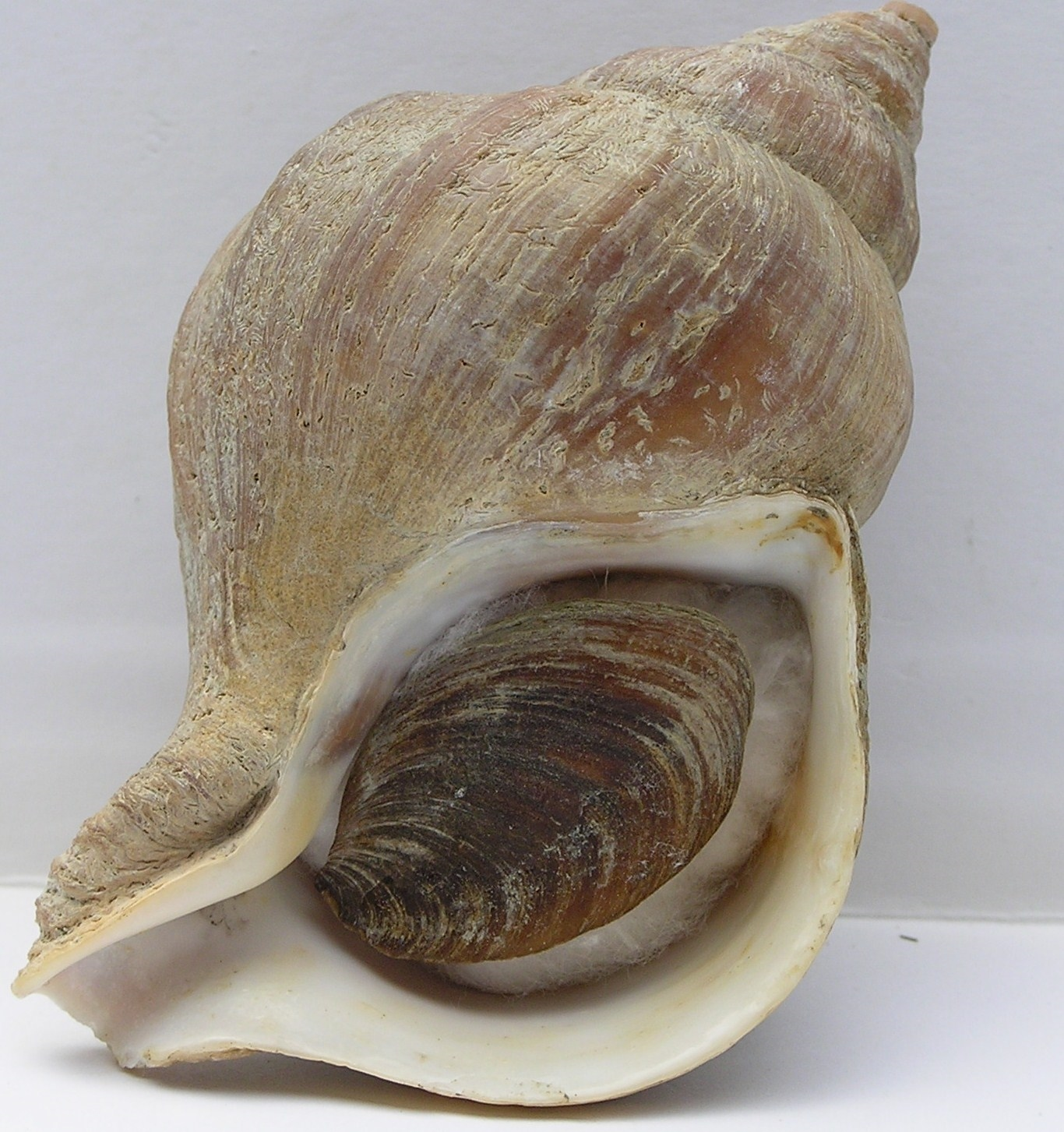
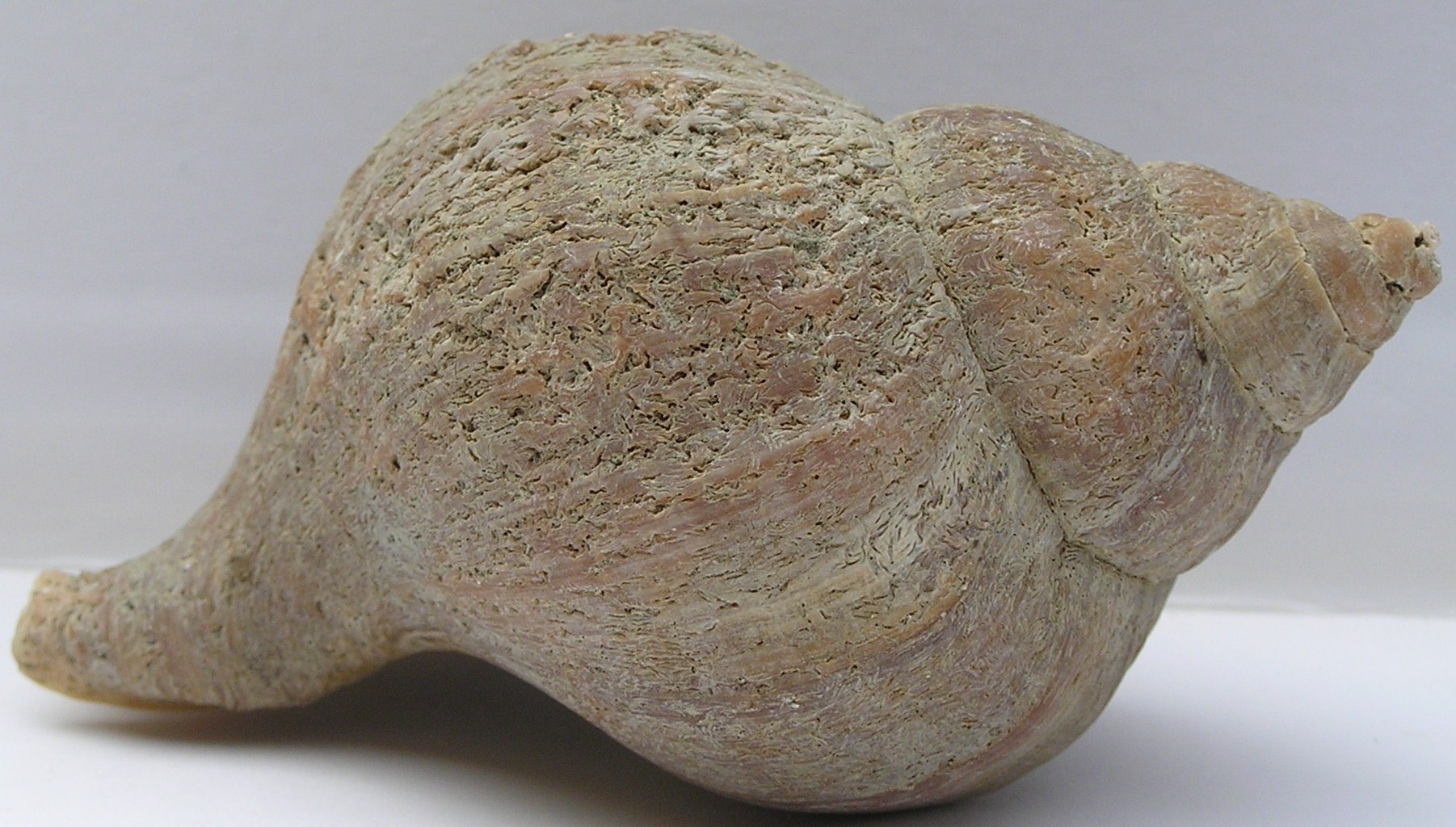
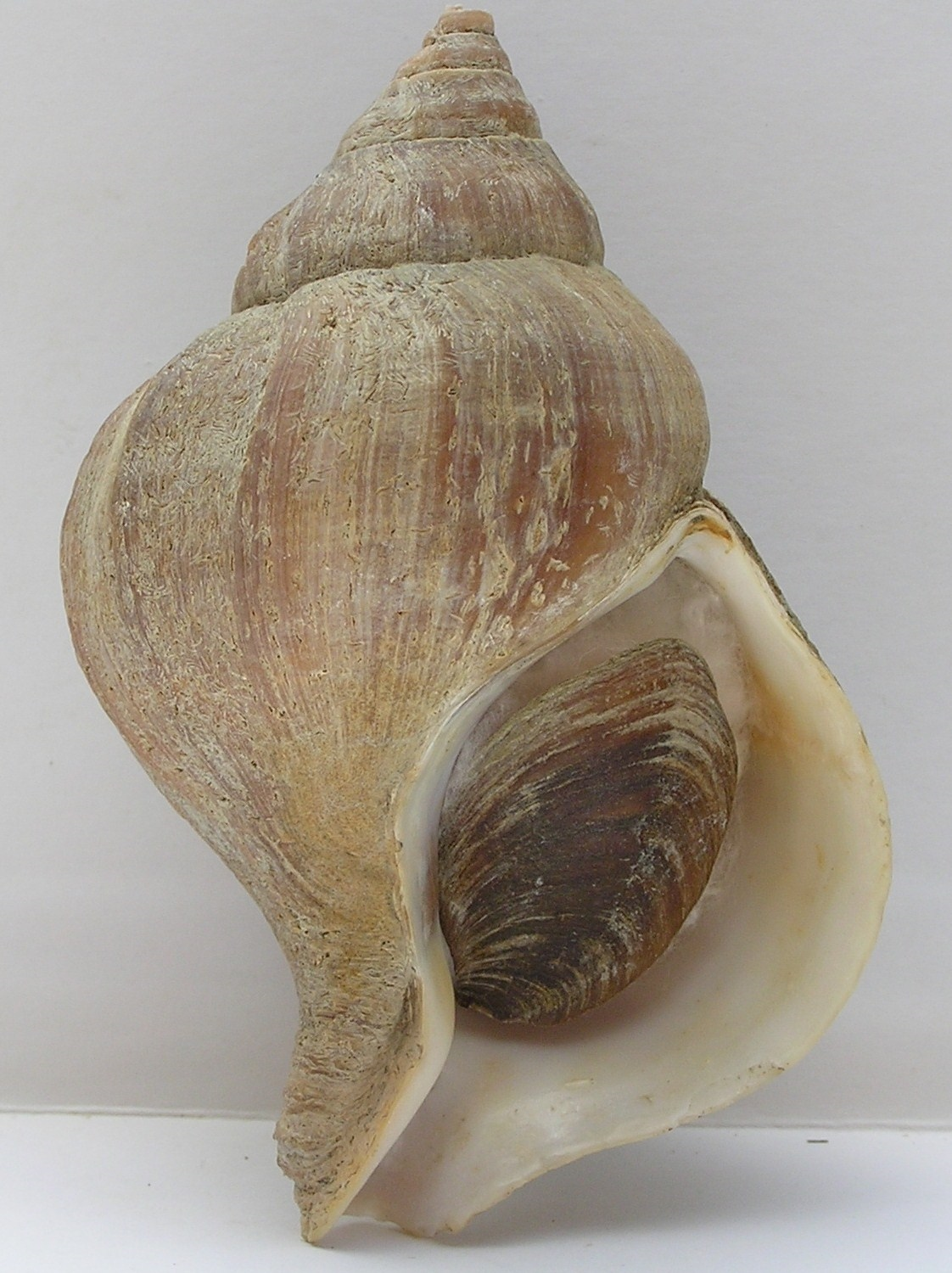